# AC Crema 1908
AC Crema 1908 (wł. Associazione Calcio Crema 1908 Società Sportiva Dilettantistica) – włoski klub piłkarski, mający siedzibę w mieście Crema, w północnej części kraju, grający od sezonu 2017/18 w rozgrywkach Serie D.

## Historia
Chronologia nazw:
- 1908: Società Ginnastica Edmondo De Amicis
- 1909: Società Sportiva Cremasca
- 1910: klub rozwiązano
- 1910: Crema Foot-Ball Club
- 1935: Associazione Calcio Crema
- 1994: Associazione Calcio Crema 1908
- 1995: klub rozwiązano
- 1995: Foot Ball Club Nuovo Crema
- 2002: Associazione Calcio Crema 1908
- 2006: do klubu dołączyła Polisportiva Aurora 2000
- 2007: Associazione Calcio Crema 1908 Associazione Sportiva Dilettantistica
- 2017: Associazione Calcio Crema 1908 Società Sportiva Dilettantistica

Klub sportowy SG Edmondo De Amicis został założony w miejscowości Crema 9 maja 1908 roku. Klub został nazwany imieniem znanego włoskiego pisarza i dziennikarza Edmondo De Amicisa i wkrótce dołączył do FIGC, rozgrywając mecze towarzyskie. W 1909 zmienił nazwę na SS Cremasca. 29 marca 1910 klub został rozwiązany i jednocześnie powstał Crema FBC, który dołączył do FIGC. Początkowo zespół brał udział w lokalnych turniejach towarzyskich, a potem z powodu I wojny światowej klub zawiesił swoją działalność. 
Po zakończeniu I wojny światowej klub w sezonie 1920/21 debiutował w rozgrywkach Promozione Lombardia (D2). 24 lipca 1921 roku, podczas zgromadzenia na którym przedstawiono Projekt Pozzo, plan reformy mistrzostw, który przewidywał zmniejszenie mistrzostw Pierwszej Dywizji Północnej do zaledwie 24 uczestników w porównaniu z 64 uczestnikami mistrzostw sezonu 1920/21, 24 największe włoskie kluby odłączyli się od FIGC, tworząc federację (CCI) i mistrzostwo (Prima Divisione, znane również jako Torneo delle 24). Klub zdecydował się pozostać w szeregach FIGC, zajmując w sezonie 1921/22 trzecie miejsce w grupie D Promozione Lombardia. Przed rozpoczęciem sezonu 1922/23 ze względu na kompromis Colombo dotyczący restrukturyzacji mistrzostw, klub został zakwalifikowany do Terza Divisione Lombardia (D3). W 1925 zdobył awans do Seconda Divisione Nord, która po wprowadzeniu w 1926 roku Divisione Nazionale została zdegradowana do trzeciego poziomu. W 1928 otrzymał promocję do Prima Divisione wskutek zwiększenia ilości drużyn w lidze. W sezonie 1929/30 po podziale najwyższej dywizji na Serie A i Serie B poziom Prima Divisione został zdegradowany do trzeciego stopnia. W 1935 klub przyjął nazwę AC Crema. W sezonie 1935/36 jako trzeci poziom została wprowadzona Serie C, a klub został zakwalifikowany do grupy B Serie C. W trzeciej lidze występował do 1943 roku, aż do rozpoczęcia działań wojennych na terenie Włoch w czasie II wojny światowej, wskutek czego mistrzostwa 1943/44 zostały odwołane.
Po zakończeniu II wojny światowej, klub wznowił działalność w 1945 roku i został zakwalifikowany do Serie B-C Alta Italia. W 1946 klub awansował do Serie B. W 1948 roku w wyniku reorganizacji systemu lig został zdegradowany do Serie C. W 1952 po kolejnej reorganizacji systemu lig klub spadł do IV Serie. W 1954 został na rok zdegradowany do Promozione Lombardia (D5). W 1959 czwarta liga została przemianowana na Serie D. W 1961 zespół spadł do Prima Categoria Lombardia, a w 1968 wrócił do Serie D. W 1975 zespół znów spadł do Promozione Lombardia. Przed rozpoczęciem sezonu 1978/79 Serie C została podzielona na dwie dywizje: Serie C1 i Serie C2, wskutek czego Promozione została obniżona do szóstego poziomu. W 1986 roku klub otrzymał promocję do Campionato Interregionale (D5), a w 1992 spadł do Eccellenza Lombardia. W 1994 klub awansował do Campionato Nazionale Dilettanti, po czym zmienił nazwę na AC Crema 1908. W sezonie 1994/95 zajął 18.miejsce w grupie B i został zdegradowany do Eccellenza, ale potem klub zrezygnował z dalszych występów i został rozwiązany z powodu trudności finansowych.
W 1995 roku klub został reaktywowany z nazwą FBC Nuovo Crema, zaczynając od najniższego szczebla w Terza Categoria Cremona (D10). W 2002 klub zmienił nazwę na AC Crema 1908. W 2006 odbyła się fuzja z Polisportiva Aurora 2000 z podmiejskiej miejscowości Ombriano, uzyskując jego tytuł sportowy i miejsce w rozgrywkach Prima Categoria Lombardia (D8). W 2007 klub przyjął nazwę AC Crema 1908 ASD. W 2008 został promowany do Promozione Lombardia, a w 2010 otrzymał promocję do Eccellenza Lombardia. Przed rozpoczęciem sezonu 2014/15 wprowadzono reformę systemy lig, wskutek czego Eccellenza awansowała na piąty poziom. W sezonie 2016/17 zwyciężył w grupie B Eccellenza Lombardia i awansował do Serie D. W 2017 zmienił nazwę na AC Crema 1908 SSD.

## Barwy klubowe, strój
|  |  |

Klub ma barwy czarno-białe. Zawodnicy domowe spotkania zazwyczaj grają w białych koszulkach, białych spodenkach oraz białych getrach.

## Sukcesy

### Trofea międzynarodowe
Nie uczestniczył w rozgrywkach europejskich (stan na 31-05-2020).

### Trofea krajowe
| \| \| Zdobyte trofea w rozgrywkach Włoch (stan na: 31-08-2020) \| |                                                          |      |                       |
| Rozgrywki                                                         | Osiągnięcie                                              | Razy | Sezon(y)              |
| · Mistrzostwo                                                     | I miejsce                                                | 0    |                       |
| · Mistrzostwo                                                     | II miejsce                                               | 0    |                       |
| · Mistrzostwo                                                     | III miejsce                                              | 0    |                       |
| · Puchar                                                          | zdobywca                                                 | 0    |                       |
| · Puchar                                                          | finalista                                                | 0    |                       |
| · Puchar                                                          | 1/64 finału                                              | 2    | 1935/36, 1940/41      |
| II liga                                                           | I miejsce                                                | 0    |                       |
| II liga                                                           | II miejsce                                               | 1    | 1920/21 (D Lombardia) |
| II liga                                                           | III miejsce                                              | 1    | 1921/22 (D Lombardia) |
| Włochy                                                            | Zdobyte trofea w rozgrywkach Włoch (stan na: 31-08-2020) |      |                       |

- Terza Categoria/Serie C (D3):
  - mistrz (2x): 1922/23 (B Lombardia), 1924/25 (C Lombardia)
  - wicemistrz (2x): 1923/24 (F Lombardia), 1923/24 (F Lombardia)
  - 3.miejsce (1x): 1949/50 (A)

## Piłkarze, trenerzy, prezydenci i właściciele klubu

### Prezydenci
...
- 1928–1929:  cav. Cirillo Quilleri

...
- od 2016:  Enrico Zucchi

## Struktura klubu

### Stadion
Klub piłkarski rozgrywa swoje mecze domowe na Stadio Giuseppe Voltini w mieście Crema o pojemności 4,1 tys. widzów.

### Derby
- CS Trevigliese
- ASD Fanfulla
- US Cremonese
- Brescia Calcio